# 広幡前秀
広幡 前秀（ひろはた さきひで）は、江戸時代中期の公卿。官位は正二位・権大納言。初名は前基（さきもと）、のち前秀。「前」の字は父・前豊または、前豊にその字を与えた近衛内前から偏諱を賜ったものである。広幡家5代。

## 経歴
1774年（安永3年）に叙爵。以降累進して、右近衛権少将・右近衛権中将を歴任し、1778年（安永7年）には従三位となり、公卿に列した。その後も踏歌節会外弁・東照宮奉幣使・権中納言などを歴任。1789年（寛政元年）に権大納言となり、1808年（文化5年）の薨去までの長きにわたり務めた。

## 系譜
- 父：広幡前豊
- 母：賢子女王（伏見宮貞建親王の王女）
- 妻：稲葉美喜（稲葉正諶の娘）
  - 男子：広幡経豊（1779-1838）
  - 養女：忠子（綾小路俊資室（実妹））